# Gouvernement Kampmann II
 (août 2023).
Si vous disposez d'ouvrages ou d'articles de référence ou si vous connaissez des sites web de qualité traitant du thème abordé ici, merci de compléter l'article en donnant les références utiles à sa vérifiabilité et en les liant à la section « Notes et références ».
Royaume de Danemark
Viggo Kampmann I Jens Otto Krag I
Le cabinet Viggo Kampmann II est le gouvernement du royaume de Danemark en fonction du 18 novembre 1960 au 3 septembre 1962.

## Historiquee
Il est dirigé par le Premier ministre social-démocrate Viggo Kampmann et composé d'une coalition entre les Sociaux-démocrates (SD) et le Parti social-libéral danois (RV)
Il succède au cabinet Viggo Kampmann I et est suivi du cabinet Jens Otto Krag I.

## Composition

### Initiale
- Les nouveaux ministres sont indiqués en gras, ceux ayant changé d'attributions en italique.

| Fonction                          | Titulaire | Titulaire            | Parti |
| --------------------------------- | --------- | -------------------- | ----- |
| Premier ministre                  |           | Viggo Kampmann       | SD    |
| Ministre des Affaires étrangères  |           | Jens Otto Krag       | SD    |
| Ministre des Finances             |           | Kjeld Philip         | RV    |
| Ministre de l'Éducation           |           | Jørgen Jørgensen     | RV    |
| Ministre de l'Économie            |           | Bertel Dahlgaard     | RV    |
| Ministre des Affaires sociales    |           | Julius Bomholt       | SD    |
| Ministre Affaires ecclésiastiques |           | Bodil Koch           | SD    |
| Ministre de la Justice            |           | Hans Erling Hækkerup | SD    |
| Ministre des Travaux publics      |           | Kai Lindberg         | SD    |
| Ministre de la Défense            |           | Poul Hansen          | SD    |
| Ministre du Travail               |           | Kaj Bundvad          | SD    |
| Ministre de l'Agriculture         |           | Karl Skytte          | RV    |
| Ministre du Commerce              |           | Lars P. Jensen       | SD    |
| Ministre du Logement              |           | Carl P. Jensen       | SD    |
| Ministre de l'Intérieur           |           | Hans R. Knudsen      | SD    |
| Ministre de la Pêche              |           | A. C. Normann        | RV    |
| Ministre du Groenland             |           | Mikael Gam           | Sans  |

### Remaniement du7 septembre 1961
- Les nouveaux ministres sont indiqués en gras, ceux ayant changé d'attributions en italique.

| Fonction                                     | Titulaire | Titulaire               | Parti |
| -------------------------------------------- | --------- | ----------------------- | ----- |
| Premier ministre                             |           | Viggo Kampmann          | SD    |
| Ministre des Affaires étrangères             |           | Jens Otto Krag          | SD    |
| Ministre des Finances                        |           | Hans R. Knudsen         | SD    |
| Ministre de l'Éducation                      |           | Kristen Helveg Petersen | RV    |
| Ministre de l'Économie                       |           | Kjeld Philip            | RV    |
| Ministre des Affaires sociales et du Travail |           | Kaj Bundvad             | SD    |
| Ministre Affaires ecclésiastiques            |           | Bodil Koch              | SD    |
| Ministre de la Justice                       |           | Hans Erling Hækkerup    | SD    |
| Ministre des Travaux publics                 |           | Kai Lindberg            | SD    |
| Ministre de la Défense                       |           | Poul Hansen             | SD    |
| Ministre de l'Agriculture                    |           | Karl Skytte             | RV    |
| Ministre du Commerce                         |           | Hilmar Baunsgaard       | RV    |
| Ministre du Logement                         |           | Carl P. Jensen          | SD    |
| Ministre de l'Intérieur                      |           | Lars P. Jensen          | SD    |
| Ministre de la Pêche                         |           | A. C. Normann           | RV    |
| Ministre du Groenland                        |           | Mikael Gam              | Sans  |
| Ministre de la Culture                       |           | Julius Bomholt          | SD    |